# دوشیزه‌ماهی نوارسیاه
دوشیزه‌ماهی نوارسیاه (نام علمی: Amblypomacentrus breviceps) نام یک گونه از تیره شقایق‌ماهیان است.